# Cárcel de mujeres
Cárcel de mujeres és una pel·lícula mexicana de 1951, escrita i dirigida per Miguel M. Delgado i protagonitzada per Miroslava Stern, Sara Montiel i Elda Peralta. Va iniciar el seu rodatge el 22 de març de 1951, i es va estrenar el 28 de setembre del mateix any al cinema Orfeón.

## Argument
Evangelina és una dona rica que, per un suposat crim que no va cometre, és ingressada a la presó. És inculpada de matar al seu amant. Ella recorda que en casar-se amb el seu espòs, —un metge reconegut—, el seu antic nuvi l'amenaça amb un succés que canviarà la seva vida. Ja a la presó, Evangelina coneix a Dora, una ballarina coneguda com l' "exòtica del barri". Aquesta última fa memòria, i s'acorda que l'amant assassinat és el pare del fill que espera. El que li fa pensar que Evangelina és la culpable.
La vida a la presó comença a ser complicada, quan Dora dona a llum al bebè, i una presa s'apodera d'ell, en un cert moment, la presa pensa llançar al nounat al buit, amb la idea que representa a un àngel. En aquest instant Evangelina va al seu rescat, arriscant la seva vida a costa del benestar del bebè. En rescatar-lo, les preses oculten al bebè perquè no sigui transferit a un hospici.
Després de la trama del bebè, una presa penja a la gran que s'encarregava de la seguretat, i es produeix un motí, on dues recluses es disfressen de guàrdies per a poder alliberar les seves companyes. En el seu intent per alliberar-les, es deslliga un tiroteig on vàries resulten mortes. Això conté el motí. Una de les preses que cau en el tiroteig és la ballarina Dora, la qual confessa el crim pel qual s'inculpava a Evangelina.
Al final, Evangelina és alliberada i juntament amb el seu marit adopten al bebè de Dora.

## Producció
Filmada als estudis CLASA amb format en blanc i negre en 35 mm.

## Repartiment
- Miroslava com Evangelina.
- Sara Montiel com Dora.
- Katy Jurado
- María Douglas
- Mercedes Soler
- Elda Peralta
- Emma Roldán
- Eufrosina García La flaca
- Pepita Morillo
- Gloria Morel
- María Gentil Arcos
- Luis Beristáin
- Tito Junco
- Eduardo Alcaraz
- Miguel Manzano
- José Pardavé
- Ángel Infante
- Lupe Carriles